# فلاندری‌ها

گروه‌های زبانی در بلژیک:
فلاندری‌ها
فرانسوی‌زبانان (والونی‌ها)
آلمانی‌زبان‌ها
██ منطقه پایتخت-بروکسل (دوزبانه)

مردم فلاندِری  یا فلامان (به هلندی: het Vlaamse volk یا de Vlamingen) (به فرانسوی: les flamands)،  مردمی هلندی‌زبان اند؛ که بیشترشان ساکنان نیمهٔ شمالی کشور بلژیک اند و اکثریت جمعیت این کشور را هم تشکیل می‌دهند.
بخشی از شمال فرانسه نیز فلاندری‌نشین است که به فلاندرِ فرانسه معروف است، و بخش فلاندری‌نشین هلند نیز فلاندرِ زیلاندی نام دارد. این مناطق در قدیم ناحیه‌ای به نام کنت‌نشین فلاندرز را تشکیل می‌دادند، ولی امروزه میان سه کشور تقسیم شده‌اند.
در زبان فارسی برای مردم این نواحی هر دو نام «فلاندری» و «فلمیش» رایج است.
جمعیت کل مردم فلاندری، امروزه بیش از شش میلیون نفر است. از فلاندری‌ها گاه به‌عنوان یک قوم یاد می‌شود؛ اما این مفهوم مناقشه‌انگیز است. برخی امروزه معمولاً از واژهٔ فلاندری بیشتر برای اشاره به مردم استان‌های فلاندر غربی و فلاندر شرقی بلژیک استفاده می‌کنند.
بخش بزرگی از فلاندری‌ها به زبان‌های فرانسوی و انگلیسی نیز مسلط اند.

## پیشینه

پرچم فلاندر.

منطقه فلاندرز در بلژیک و اروپا.

بومیان فلاندر از تبار قبایل ژرمنی، به‌ویژه از گروه فرانکی هستند که در دوران باستان با تیرهٔ بلژها آمیختند. تیرهٔ بلژها نیز خود از تبار آمیخته سلتی و ژرمنی بود.
امروزه شناسه اصلی مردم فلاندری زبان آن‌ها (زبان فلاندری) است که لهجه‌ای از هلندی است و از دسته زبان‌های ژرمنی غربی به‌شمار می‌آید و این نقطه تمایز آن‌ها با هموطنان فرانسوی‌زبان آن‌ها در والونی (حدوداً نیمه جنوبی کشور بلژیک) است.
در بلژیک، فلاندرها و والونی‌ها همواره در تنش زبانی و سیاسی به‌سر می‌برند که این امر بارها اتحاد کشور بلژیک را تهدید کرده‌است.

## مذهب
در حدود ۷۵ درصد از مردم فلاندری به عنوان کاتولیک رومی نام‌نویسی شده‌اند اما امروزه تنها ۸ درصد از آن‌ها به انجام امور دینی می‌پردازند. یک نظرسنجی در سال ۲۰۰۶ نشان داد که ۵۵ درصد از مردم فلاندری باورهای دینی دارند و ۳۶ درصد معتقدهستند که جهان را خدا آفریده‌ است.

## زبان
جستار اصلی: زبان فلاندری